# Araeognatha subcostalis
Araeognatha subcostalis är en fjärilsart som beskrevs av Walker 1865. Araeognatha subcostalis ingår i släktet Araeognatha och familjen nattflyn. Inga underarter finns listade i Catalogue of Life.